# Glenturret
Glenturret ist eine Whiskybrennerei bei Crieff am Fluss Turret, Perthshire Schottland, Großbritannien. Die Brennerei gehört zur Lalique Group SA und nimmt für sich in Anspruch, die älteste noch produzierende Destillerie Schottlands zu sein.

## Geschichte
Die Destillerie gehört zu den ältesten in Schottland. Bereits 1717 soll hier illegal Whisky gebrannt worden sein.
Die heutige Single Malt Destillerie stammt aus dem Jahre 1763. Dieses Datum steht auch auf den heute verkauften
Single Malts aus der Destillerie.
Während der schlechten ökonomischen Lage in den späten 1830er Jahren blieb sie als einzige der vorher zahlreichen Destillerien am Fluss Turret bestehen.
Die wieder erstarkte Wirtschaftslage erlaubte es dem damaligen Besitzer Thomas Stewart 1870 die Destillerie auszubauen.
Von 1929 bis 1959 stand die Destillerie still. Im Jahr 1957 kaufte sie James Fairlie und produzierte seit 1960 wieder
Whisky. 1981 kamen Cointreau et Cie als Investoren hinzu, 1990 wurde die Destillerie von Highland Distillers übernommen, die ihrerseits 1999 von der Edrington Group übernommen wurden.
Glenturret ist auch bekannt durch die Hauskatze Towser, die in das Guinness-Buch der Rekorde aufgenommen wurde: Sie erreichte ein für Katzen nahezu biblisches Alter von fast 24 Jahren und erlegte in dieser Zeit angeblich 28.899 Mäuse. Sie starb im Jahre 1987, und 1991 wurde ihr zu Ehren eine Statue bei der Destillerie errichtet.
Im Dezember 2018 wurde bekannt, dass die Edrington Group die Brennerei an die „Lalique Group SA“ (Zürich) verkauft hat.

## Produktion
Das Wasser der zur Region Highlands gehörenden Brennerei stammt aus dem Loch Turret. Das verwendete Malz kommt aus der Mälzerei der Tamdhu-Destillerie. Die Brennerei verfügt über einen Maischbottich (mash tun) (11,4 t) aus Holz, acht Gärbottiche (wash backs) aus Douglasienholz, eine wash still (12.500 l) und eine spirit still (9.000 l).

## Besichtigungen

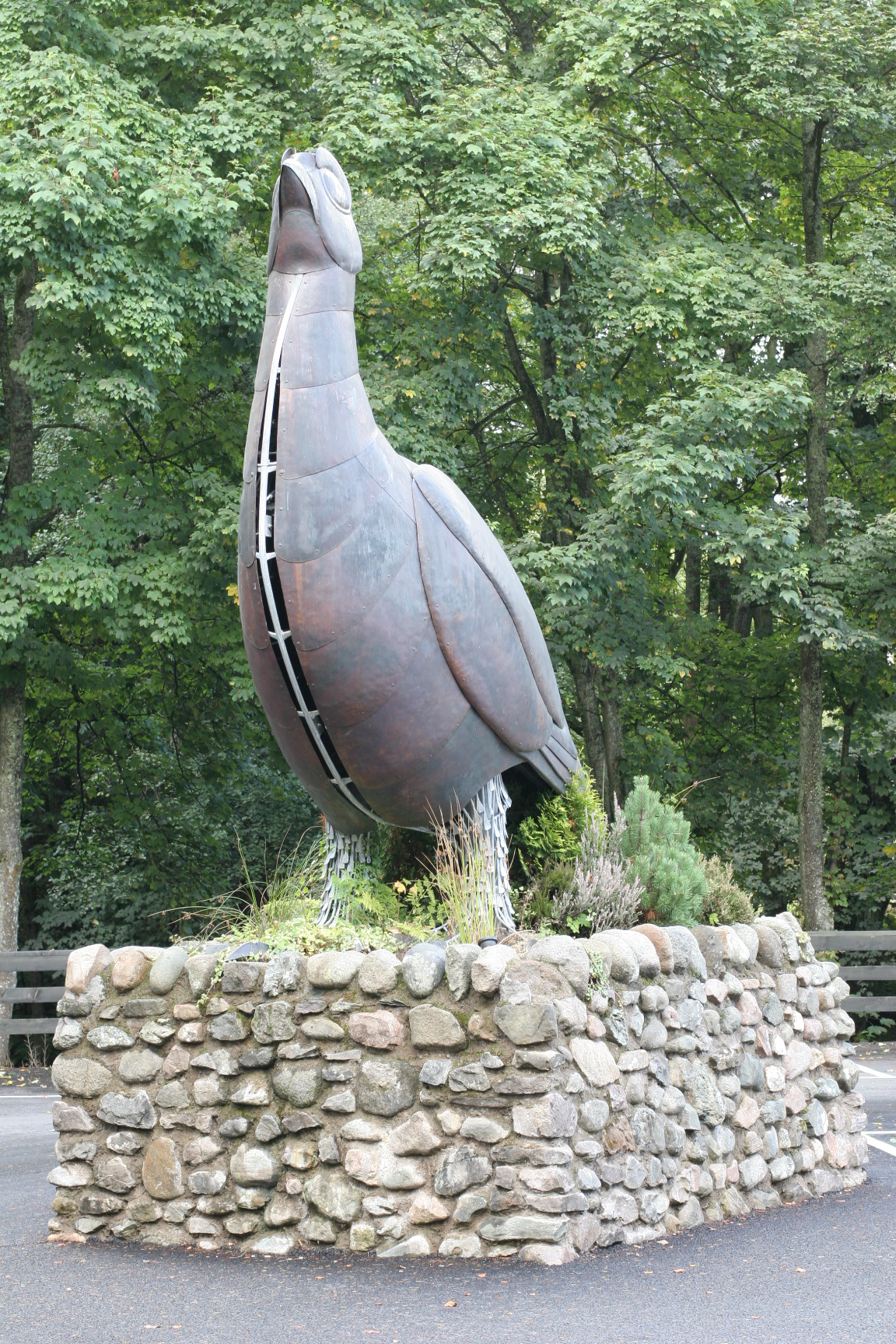
Grouse-Statue

Glenturret hat ein gut ausgebautes Besucherzentrum und kann besichtigt werden. 1981 wurde das Visitors Center als eines der ersten Besucherzentren in Schottland eröffnet.
Allerdings liegt heute der Schwerpunkt des Zentrums auf den Famous-Grouse-Produkten (Blended Whisky) des  ehemaligen Mutterkonzerns Edrington-Group. Daher heißt das Besucherzentrum auch „The Famous Grouse Experience“  (Grouse = Moorhuhn)  und es werden alle Whiskys gezeigt, die zum Blend „Famous Grouse“ beitragen, unter anderem auch der bekanntere Whisky The Macallan (Speyside). Der Whisky der eigentlichen Destillerie wird eher am Rande erwähnt. Die Produktionsanlagen sind in einer Tour zu besichtigen, der zweite Teil der Tour (auch das Tasting) beschäftigt sich dann mit Famous Grouse.